# Jevgenij Rošal
Jevgenij Rošal (rusky: Евгений Лазаревич Рошал, anglicky: Eugene Roshal, * 10. března 1972 Čeljabinsk, SSSR) je ruský programátor, známý především díky vývoji kompresního algoritmu RAR a programů pro komprimaci a dekomprimaci souborů.

## Programy
- RAR (1993) – původní kompresní program pro MS-DOS, ovládaný z příkazového řádku.
- WinRAR (1995) – verze programu RAR pro Microsoft Windows, obsahující grafické uživatelské rozhraní.
- FAR Manager (1996) – souborový manažer pro Microsoft Windows, pracující v textovém režimu.